# Rumpler B.I
Rumpler B.I je bilo dvosedežno izvidniško letalo nemškega proizvajalca Rumpler. Nastalo je tik pred začetkom prve svetovne vojne in se je uporabljalo zgolj v začetnem obdobju vojne. Po konstrukciji je bilo dvokrilno letalo za dva člana posadke nameščena v odprtem kokpitu. Izdelovali so dve osnovni varianti, s tovarniško označbo »4A« je bila osnovna varianta s kolesi za podvozje, medtem, ko je varianta »4B« imela namesto koles plovce in je bila namenjena mornarici. Letala so bila opremljena z različnimi motorji, večina pa jih je imela vgrajen Mercedes D.I s 100 KM. 

## Zgodovina

### Razvoj
Letalo je bilo prvi samostojni projekt podjetja, ki je bilo predtem znano po izdelavi licenčnega Taubeja.
Prvi polet s 4A so opravili 5. junija 1914. Še isti mesec, 23. junija so postavili rekord v vzdržljivostnem poletu.
Izdelali so 198 osnovnih »4A« variant, ter še 26 mornariških različic.

### Uporaba
Letalo B.I so v prvem letu vojne uporabljali kot izvidniško letalo za opazovanje bojišča in bljižnega zaledja. Kasneje, po prihodu letal razreda C, je prešel v trenažne enote za šolanje pilotov in posadk. 

## Različne variante
- 4A - osnovna varianta opremljena z motorjem Mercedes D.I, vojaška oznaka letala B.I
  - 4A13 - B.I z na novo uravnoteženim krmilom
  - 4A14 - varianta z motorjem Benz Bz.III
- 4B - vodno letalo opremljeno s plovci
  - 4B1 - vodno letalo opremljeno z motorjem Mercedes D.I
  - 4B2 - vodno letalo opremljeno z motorjem Benz Bz.III
  - 4B11 - vodno letalo opremljeno z motorjem Benz Bz.I
  - 4B12 - vodno letalo opremljeno z motorjem Benz Bz.III

## Specifikacija: Rumpler B.I
Karakteristike:
- Posadka: dva (pilot in opazovalec)
- Dolžina:8,40 m
- Razpon kril: 13,00 m
- Prazna teža: 750 kg
- Največja teža: 970 kg
- Motor: 1 × Mercedes D.I z močjo 100 KM (75 kW)

Zmogljivosti:
- Največja hitrost: 145 km/h